# Mlýniv
Mlýniv (ucraniano: Мли́нів; polaco: Młynów) es un asentamiento de tipo urbano de Ucrania perteneciente al raión de Dubno en la óblast de Rivne.
En 2018, el asentamiento tenía una población de 8363 habitantes. Desde 2016 es sede de un municipio que abarca, además del asentamiento, 34 pueblos que hasta entonces formaban los consejos rurales de Bérehy, Vladyslávivka, Dobriatyn, Dovhoshyyi, Korablyshche, Malí Dorohostayi, Peremýlivka, Pitushkiv, Pósnykiv, Prývitne y Puhachivka. En 2018, el municipio tenía una población total de 18 583 habitantes.
Se conoce la existencia de la localidad desde principios del siglo XVI, apareciendo en un documento de 1508 como un pueblo que Segismundo I Jagellón el Viejo entregó al gobernador de Kremenets. En 1789, la casa noble Chodkiewicz, entonces propietaria del pueblo, consiguió que se le otorgase a la localidad el Derecho de Magdeburgo y cuatro ferias al año, pero esto duró poco al incorporarse en la partición de 1795 al Imperio ruso. En 1921 pasó a pertenecer a la Segunda República Polaca y en 1939 a la RSS de Ucrania. En 1959 adoptó estatus de asentamiento de tipo urbano. Hasta 2020 era la capital de su propio raión.
Se ubica a orillas del río Ikva, unos 15 km al noroeste de la capital distrital Dubno sobre la carretera M19 que lleva a Lutsk. La M19 se cruza aquí con la carretera T1806, que une Peremyshliany con Rivne.